# Elisabet de Tirol
Elisabet de Tirol (o de Gorízia-Tirol) o Elisabet de Caríntia (vers 1262-28 d'octubre de 1312) de la casa dels meinardins de Tirol o sigui de la dinastia de Gorízia-Tirol, fou reina dels Romans, reina d'Alemanya i duquessa d'Àustria per matrimoni. És també coneguda com a Isabel de Tirol o Isabel de Caríntia.

## Família
Era la filla major de Meinard I de Caríntia i Carniola, IV comte de Gorízia i II de Tirol. La seva mare era Isabel de Baviera, filla d'Otó II, duc de Baviera i de la seva esposa Agnès, ella mateixa filla d'Enric V, comte palatí del Rin i d'Agnès de Hohenstaufen. La seva mare era la vídua de Conrad IV d'Alemanya. Per tant, la jove Elisabet era germanastre de Conradí de Hohenstaufen (Conrad V), rei titular de Jerusalem i duc de Suàbia.

## Matrimoni
Es va casar a Viena el 20 de desembre de 1274 amb el futur Albert I d'Alemanya un dels fundadors de la Casa d'Habsburg, convertint-se així en nora del Rei dels Romans. El seu espòs, llavors un comte d'Habsburg, va ser investit com a duc d'Àustria i Estíria al desembre de 1282 pel seu pare el rei Rodolf I d'Alemanya. Van enfortir el seu govern en el que es denominaria després el patrimoni Habsburg, també amb l'ajuda del pare d'Elisabet qui al seu torn en 1286 va ser nomenat duc de Caríntia.
Elisabet estava en realitat, millor relacionada amb els poderosos governants alemanys que el seu espòs: era una descendent de reis anteriors, per exemple Enric IV, i també era neboda dels ducs de Baviera, veïns importants d'Àustria.
El 1298, el seu espòs va ser finalment triat rei al final del regnat d'Adolf de Nassau. En 1299 va ser coronada reina d'Alemanya i dels Romans a Nuremberg. El seu espòs va ser assassinat l'1 de maig de 1308 pel seu nebot Joan el Parricida a Windisch, situat en el que avui és Suïssa.
Després de l'assassinat del seu espòs, Elisabet es va tancar al monestir de Königsfelden on va morir el 28 d'octubre de 1312 i on va ser enterrada.
Elisabet va ser una dona astuta i emprenedora que tenia alguns talents comercials. La construcció de la planta salina a Salzkammergut es remunta a un suggeriment seu.
Els seus fills van ser:
1. Anna (Viena, 1280?-Breslau, 19 de març de 1327), casada amb:
  1. a Graz h. 1295 amb el marcgravi de Brandenburg Hermann;
  2. en Breslau 1310 amb el duc de Breslau Enric IV.
2. Agnès (18 de maig de 1281 - Königsfelden, 10 de juny de 1364), casada a Viena el 13 de febrer de 1296 amb el rei Andreu III d'Hongria.
3. Rodolf III (vers 1282-4 de juliol de 1307), es va casar però la línia es va extingir. Va morir abans que el seu pare.
4. Elisabet (1285-19 de maig de 1352), casada en 1304 amb el duc Frederic IV de Lorena.
5. Frederic I (1289-13 de gener de 1330). Es va casar però la línia es va extingir.
6. Leopold I (4 d'agost de 1290-Estrasburg, 28 de febrer de 1326).
7. Caterina (1295-Nàpols, 18 de gener de 1323), casada en 1316 amb Carles, duc de Calàbria.
8. Albert II (Viena, 12 de desembre de 1298-Viena, 20 de juliol de 1358).
9. Enric el Gentil (1299-Bruck an der Mur, 3 de febrer de 1327). Es va casar però la línia es va extingir.
10. Meinard (1300, mort jove)
11. Otó I (Viena, 23 de juliol de 1301-Viena, 26 de febrer de 1339). Es va casar però la línia es va extingir.
12. Judith (o Jutta) d'Habsburg (1302-1329), es va casar a Baden el 26 de març de 1319 amb el comte Lluis VI d'Oettingen